# Hârsești (gmina)
Hârsești – gmina w Rumunii, w okręgu Ardżesz. Obejmuje miejscowości Ciobani, Hârsești i Martalogi. W 2011 roku liczyła 2480 mieszkańców.